# O’Neill-Zylinder

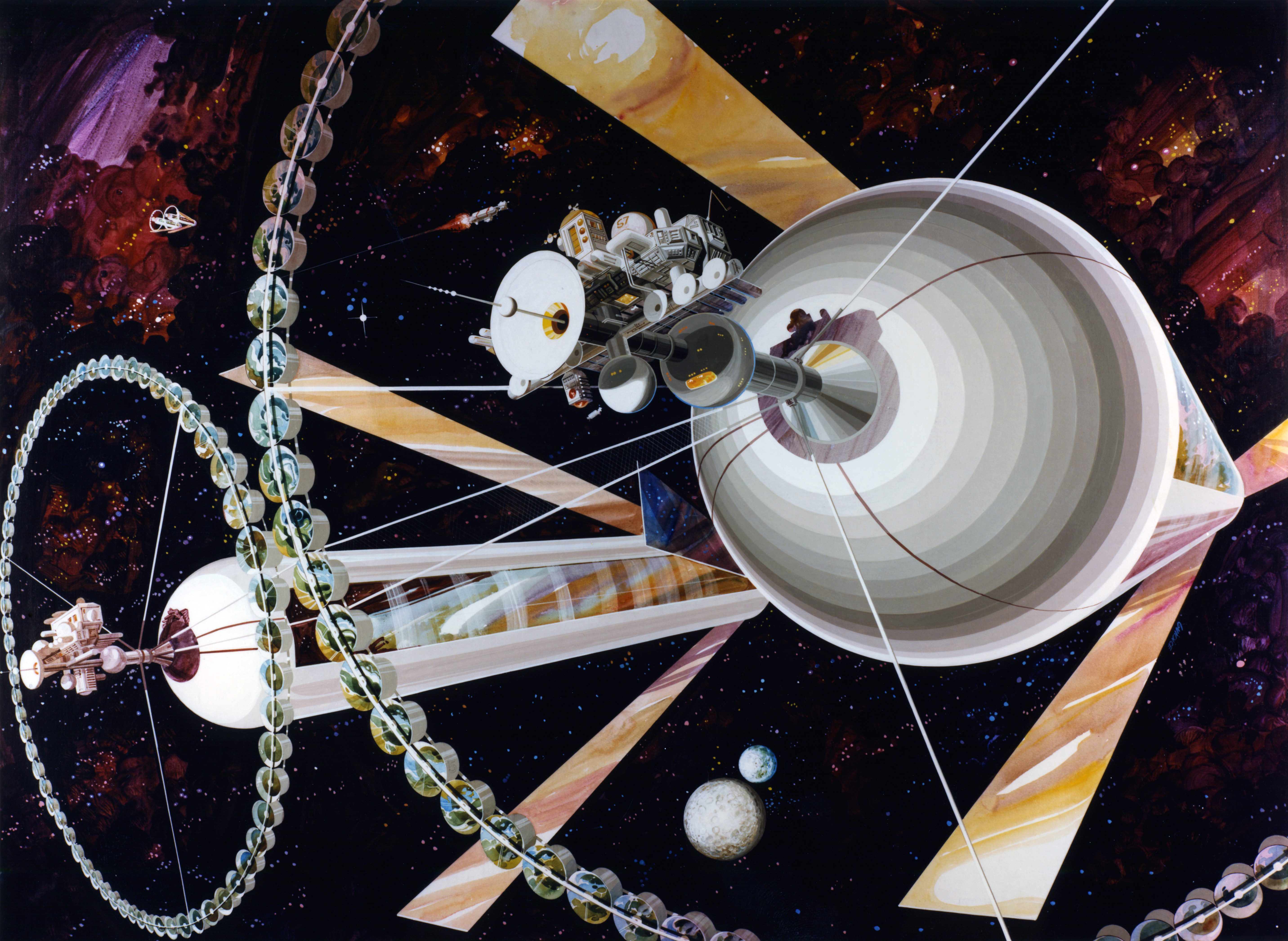
NASA-Illustration zweier O’Neill-Zylinder

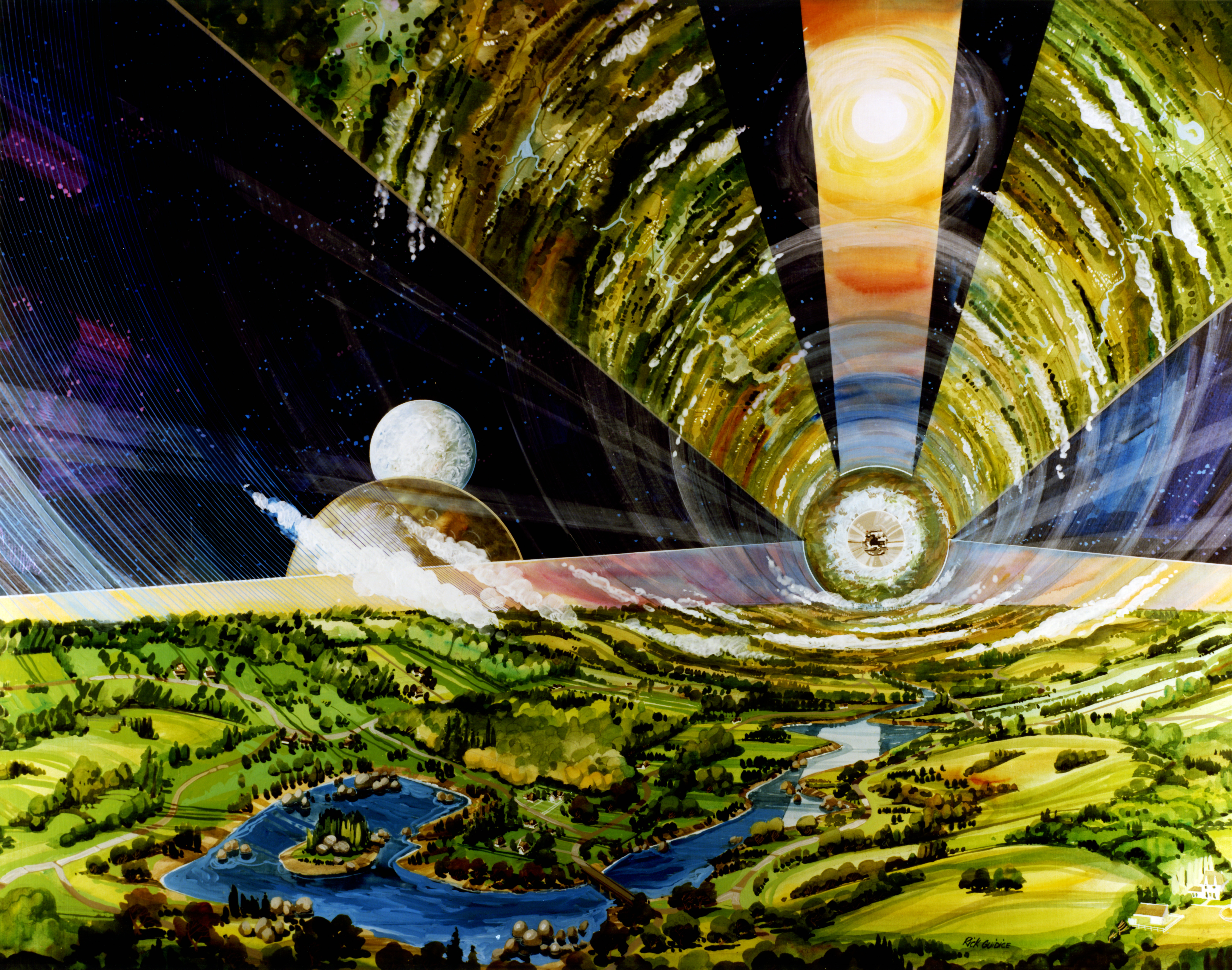
Innenansicht mit Landschaften und großen Fensterstreifen

Der O’Neill-Zylinder (auch O’Neill-Kolonie genannt) ist ein Weltraumsiedlungskonzept, das der US-amerikanische Physiker Gerard K. O’Neill in seinem 1976 erschienenen Buch The High Frontier: Human Colonies in Space vorschlug. O’Neill sah die Weltraumkolonisierung für das 21. Jahrhundert vor, wobei Materialien verwendet werden sollten, die vom Mond und später von Asteroiden gewonnen würden. Ein O’Neill-Zylinder würde aus zwei gegenläufig rotierenden Zylindern bestehen. Die Zylinder würden in entgegengesetzte Richtungen rotieren, um alle gyroskopischen Effekte auszugleichen, die es sonst schwierig machen würden, sie auf die Sonne auszurichten. Jeder Zylinder hätte einen Durchmesser von 8 km und eine Länge von 32 km und wäre an jedem Ende durch eine Stange über ein Lagersystem verbunden. Sie würden sich so drehen, dass sie durch die Zentrifugalkraft an ihren Innenflächen eine künstliche Schwerkraft erzeugen.

## Hintergrund

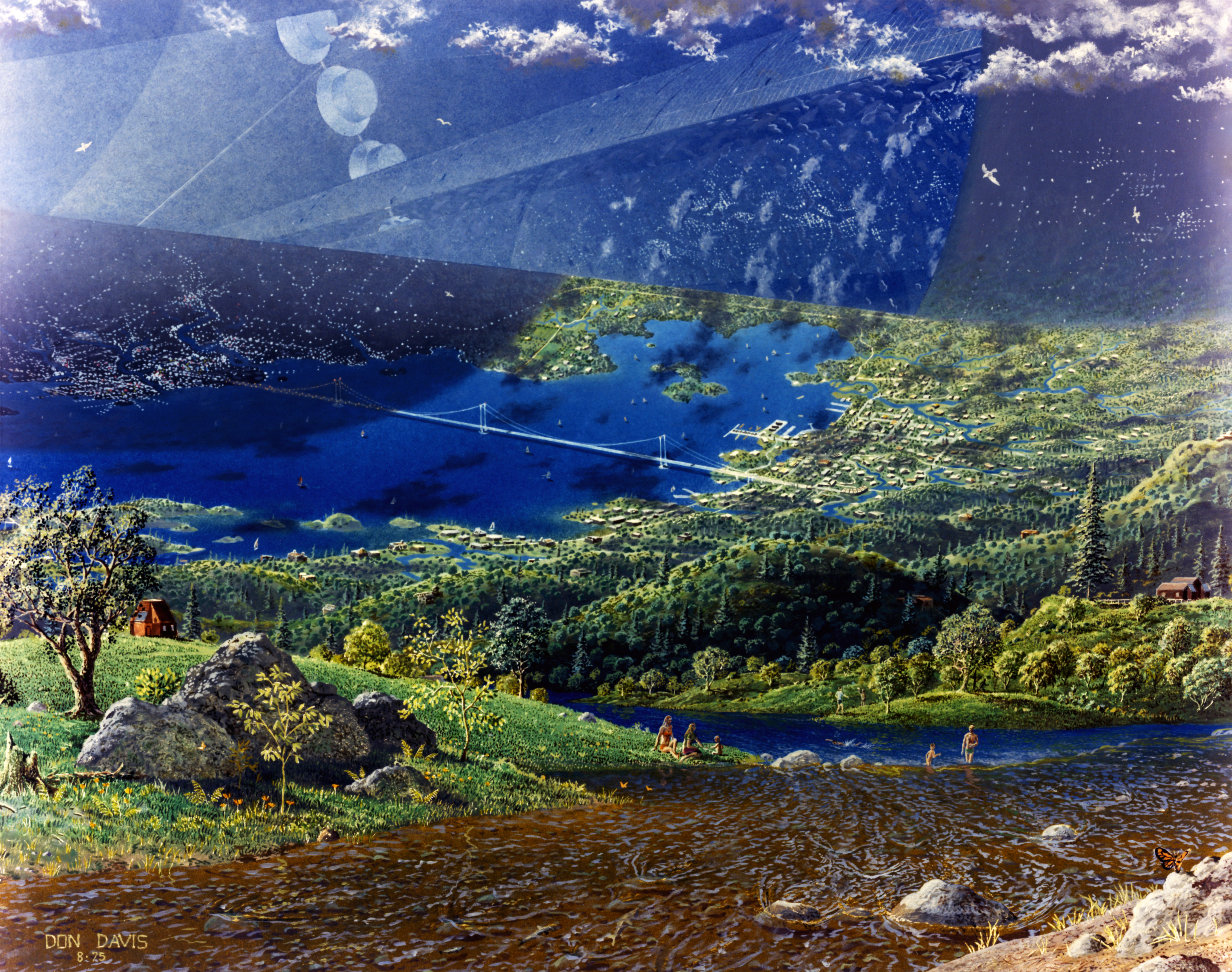
Künstlerische Darstellung des Inneren eines O’Neill-Zylinders, die die Krümmung der Innenfläche zeigt

Während er an der Princeton University Physik unterrichtete, stellte O’Neill seinen Studenten die Aufgabe, große Strukturen im Weltraum zu entwerfen, mit der Absicht zu zeigen, dass ein Leben im Weltraum wünschenswert sein könnte. Mehrere der Entwürfe waren in der Lage, Volumina zu schaffen, die groß genug waren, um für menschliche Besiedlung geeignet zu sein. Dieses kooperative Ergebnis inspirierte die Idee des Zylinders und wurde von O’Neill erstmals in einem Artikel in Physics Today vom September 1974 veröffentlicht.
Das Projekt von O’Neill war nicht das erste Beispiel für dieses Konzept. Bereits 1954 beschrieb der deutsche Wissenschaftler Hermann Oberth in seinem Buch Menschen im Weltraum – Neue Projekte für Raketen- und Raumfahrt eine vergleichbare Struktur. 1970 schlug der Science-Fiction-Schriftsteller Larry Niven in seinem Roman Ringworld ein ähnliches, aber größer angelegtes Konzept vor. Kurz bevor O’Neill seinen Zylinder vorschlug, verwendete Arthur C. Clarke einen solchen Zylinder (wenn auch von außerirdischer Bauart) in seinem Roman Rendezvous mit 31/439 (englisch Rendezvous with Rama).

## Insel
O’Neill schuf drei Referenzdesigns, die den Namen „Islands“ erhielten:
- Island One ist eine rotierende Kugel mit einem Umfang von 1600 m und einem Durchmesser von ca. 510 m, auf der Menschen in der Äquatorialregion leben (siehe Bernal-Sphäre). Eine spätere NASA/Ames-Studie an der Stanford University entwickelte eine alternative Version von Island One: den Stanford-Torus, eine toroidale Form mit einem Durchmesser von ca. 490 m.[4]
- Island Two ist kugelförmig und hat einen Durchmesser von 1600 m.
- Das Island Three Design, besser bekannt als die O’Neill-Zylinder, besteht aus zwei gegenläufigen Zylindern. Sie haben einen Durchmesser von 8 km und können auf bis zu 32 km Länge skaliert werden.[5] Jeder Zylinder hat sechs flächengleiche Streifen, die über die Länge des Zylinders verlaufen; drei sind transparente Fenster, drei sind bewohnbare “Land”-Flächen. Darüber hinaus rotiert ein äußerer landwirtschaftlicher Ring mit einem Durchmesser von 32 km in einer anderen Geschwindigkeit, um die Landwirtschaft zu unterstützen. Der industrielle Fertigungsblock des Habitats befindet sich in der Mitte, um eine minimierte Schwerkraft für einige Fertigungsprozesse zu ermöglichen.

Um die immensen Kosten für den Transport der Materialien von der Erde mittels Raketen zu sparen, würden diese Habitate mit Materialien gebaut werden, die mit einem magnetischen Massentreiber vom Mond ins All geschossen werden.

## Design

### Künstliche Schwerkraft

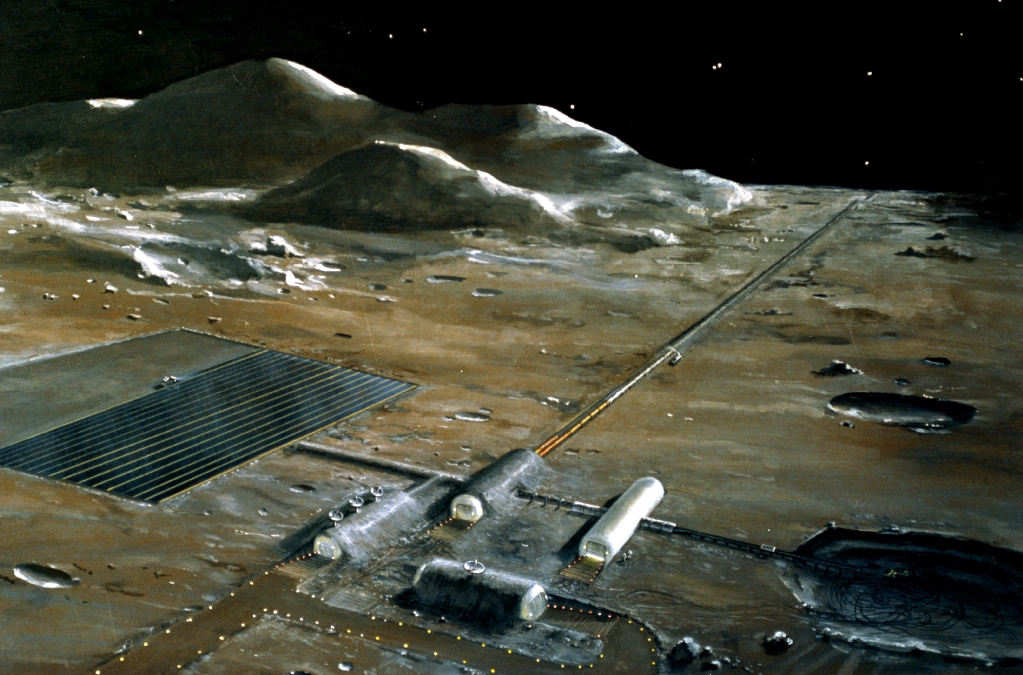
Ein NASA-Mondbasis-Konzept mit einem Massentreiber (die lange Struktur, die sich zum Horizont hin erstreckt und Teil des Plans zum Bau von O’Neill-Zylindern ist)

Die Zylinder rotieren, um eine künstliche Schwerkraft auf ihrer inneren Oberfläche zu erzeugen. Bei dem von O’Neill beschriebenen Radius müssten sich die Habitate etwa achtundzwanzig Mal pro Stunde drehen, um eine Standard-Erdgravitation zu simulieren; eine Winkelgeschwindigkeit von 2,8 Grad pro Sekunde. Forschungen zu menschlichen Faktoren in rotierenden Bezugssystemen zeigen, dass bei solch geringen Rotationsgeschwindigkeiten nur wenige Menschen aufgrund der auf das Innenohr wirkenden Corioliskräfte seekrank werden würden. Die Menschen wären jedoch in der Lage, durch Drehen des Kopfes die Richtungen von Spin und Antispin zu erkennen, und heruntergefallene Gegenstände würden scheinbar um einige Zentimeter abgelenkt. Die zentrale Achse des Habitats wäre eine Null-Schwerkraft-Region und es war vorgesehen, dass dort Erholungseinrichtungen untergebracht werden könnten.

### Atmosphäre und Strahlung

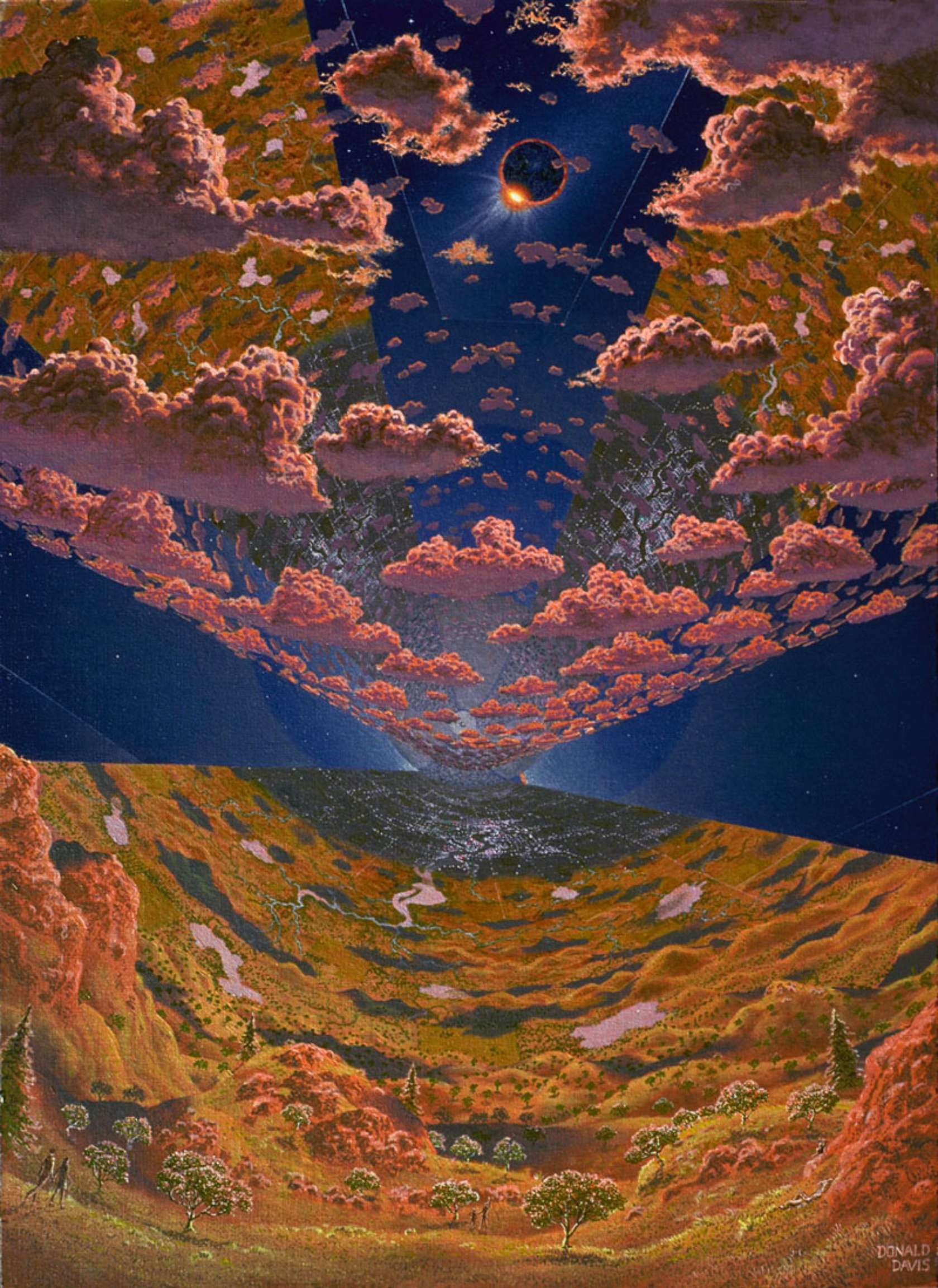
Künstlerische Darstellung des Inneren eines O’Neill-Zylinders, beleuchtet durch reflektiertes Sonnenlicht

Das Habitat sollte Sauerstoff mit einem Partialdruck enthalten, der in etwa dem der irdischen Luft entspricht, d. h. 20 % des Luftdrucks der Erde auf Meereshöhe. Stickstoff würde ebenfalls enthalten sein, um weitere 30 % des Erdluftdrucks hinzuzufügen. Diese Halbdruckatmosphäre würde Gas sparen und damit die erforderliche Festigkeit und Dicke der Habitatwände reduzieren.
Bei diesem Maßstab bieten die Luft innerhalb des Zylinders und der Mantel des Zylinders eine ausreichende Abschirmung gegen die kosmische Strahlungen. Das innere Volumen eines O’Neill-Zylinders ist groß genug, um seine eigenen kleinen Wettersysteme zu unterstützen, die durch Veränderung der inneren atmosphärischen Zusammensetzung oder der Menge des reflektierten Sonnenlichts manipuliert werden können.

### Sonnenlicht
An der Rückseite jedes Fensterstreifens sind große Spiegel angebracht, wobei die Kanten der Fenster zur Sonne zeigen. Der Zweck der Spiegel ist es, das Sonnenlicht durch die Fenster in die Zylinder zu reflektieren. Die Nacht wird simuliert, indem die Spiegel geöffnet werden und das Fenster den Blick auf den leeren Raum freigibt; dadurch kann auch Wärme in den Raum abgestrahlt werden. Tagsüber scheint sich die reflektierte Sonne mit der Bewegung der Spiegel zu bewegen, wodurch ein natürlicher Verlauf des Sonnenwinkels entsteht. Das von den Spiegeln reflektierte Licht ist polarisiert, was bestäubende Bienen verwirren kann.
Damit Licht in das Habitat eindringen kann, verlaufen große Fenster über die gesamte Länge des Zylinders. Diese würden nicht aus einzelnen Scheiben bestehen, sondern aus vielen kleinen Abschnitten, um katastrophale Schäden zu vermeiden – so können die Fensterrahmen aus Aluminium oder Stahl den meisten Belastungen durch den Luftdruck des Habitats standhalten. Gelegentlich könnte ein Meteoroid eine dieser Scheiben zerbrechen. Dies würde einen gewissen Verlust der Atmosphäre verursachen, aber Berechnungen zeigen, dass dies aufgrund des sehr großen Volumens des Habitats keinen Notfall auslösen würde.

### Lagekontrolle
Das Habitat und seine Spiegel müssen ständig auf die Sonne ausgerichtet sein, um Sonnenenergie zu sammeln und das Innere des Habitats zu beleuchten. O’Neill und seine Studenten hatten sorgfältig eine Methode ausgearbeitet, um die Kolonie kontinuierlich um 360° pro Umlaufbahn zu drehen, ohne Raketen zu verwenden (die Reaktionsmasse abwerfen würden).
Zunächst kann das Habitatpaar 
gerollt werden, indem die Zylinder als Reaktionsräder betrieben werden. Wenn die Rotation des einen Habitats leicht abweicht, drehen sich die beiden Zylinder umeinander. Sobald die Ebene, die durch die beiden Drehachsen gebildet wird, in der Rollachse senkrecht zur Umlaufbahn steht, kann das Zylinderpaar durch Ausüben einer Kraft zwischen den beiden sonnenzugewandten Lagern so ausgerichtet werden, dass es auf die Sonne zielt. Wenn man die Zylinder voneinander wegschiebt, werden beide Zylinder gyroskopisch präzessiert, und das System giert in die eine Richtung, während man sie aufeinander zu schiebt, was ein Gieren in die andere Richtung bewirkt. Die gegenläufig rotierenden Habitate haben keinen gyroskopischen Nettoeffekt und so kann diese leichte Präzession während der gesamten Umlaufbahn des Habitats fortgesetzt werden, wodurch es auf die Sonne ausgerichtet bleibt. Dies ist eine neuartige Anwendung von Gefesselten Kreiseln.

## Design-Update und Derivate
Im Jahr 2014 wurde eine neue Konstruktionsmethode vorgeschlagen, bei der eine übergroße Blase aufgeblasen und mit einer Spule (aus Materialien eines Asteroiden), ähnlich wie bei der Konstruktion eines ummantelten Druckbehälters (englisch Composite Overwrapped Pressure Vessel  (COPV)) aus Verbundwerkstoffen umwickelt wird.
In den Jahren 1990 und 2007 wurde ein kleineres Designderivat, bekannt als Kalpana One, vorgestellt, das den Taumeleffekt eines rotierenden Zylinders durch Vergrößerung des Durchmessers und Verkürzung der Länge angeht. Die logistischen Herausforderungen der Strahlungsabschirmung werden durch den Bau der Station in einer niedrigen Erdumlaufbahn und das Entfernen der Fenster bewältigt.

## Vorhaben
Auf einer Blue-Origin-Veranstaltung in Washington am 9. Mai 2019 schlug Jeff Bezos den Bau von O’Neill-Kolonien vor, anstatt andere Planeten zu besiedeln.

## Darstellungen

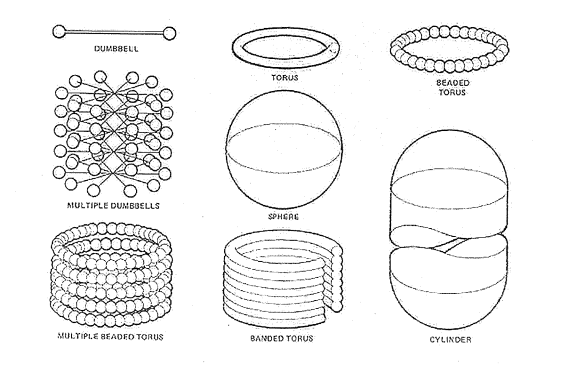
Ein Zylinder, der aus zusammenhängenden Bolas von (englisch Bi-sat Observations of the Lunar Atmosphere above Swirls) herauswächst.
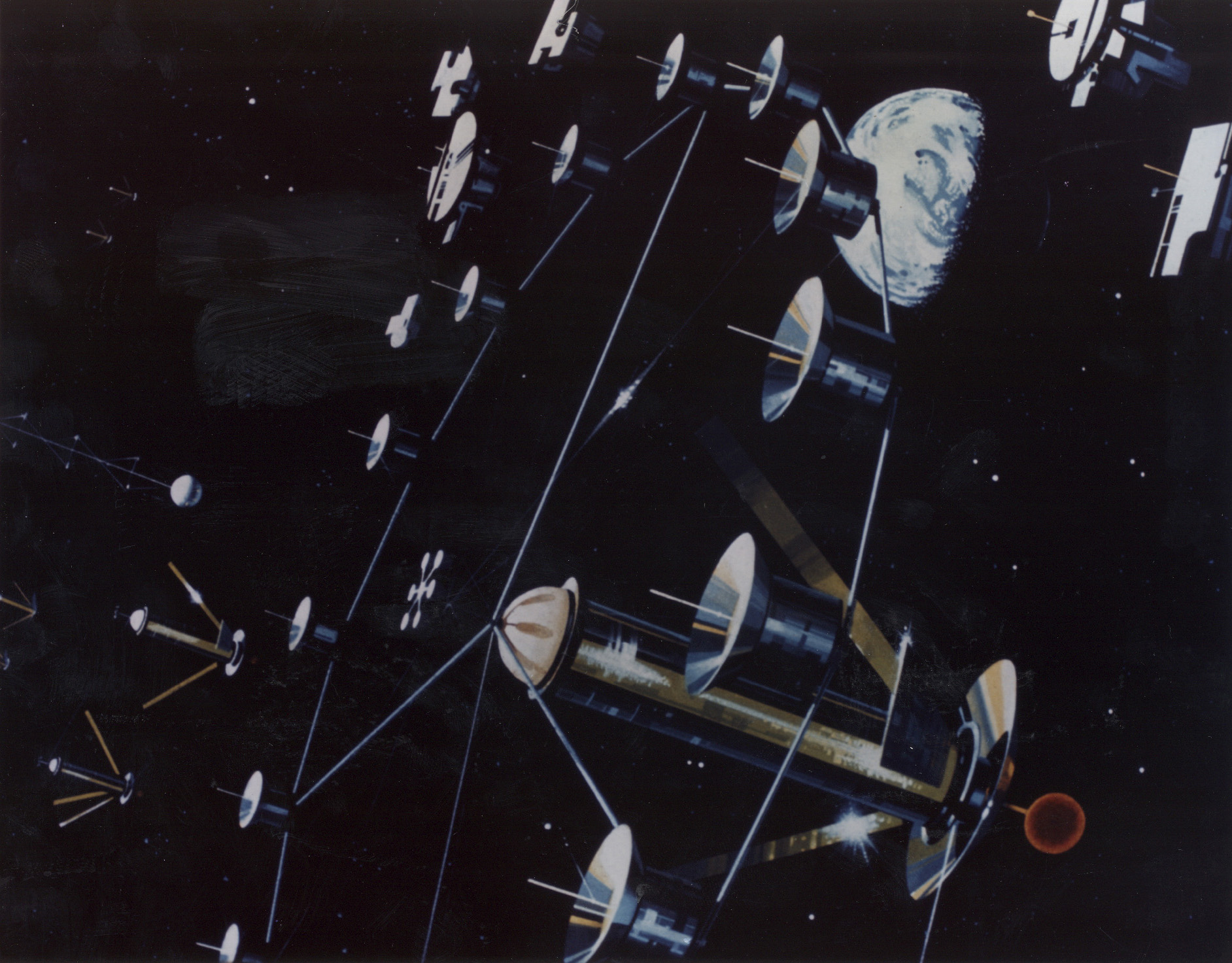
Ein NASA-Konzeptbild von mehreren Habitat-Zylindern, die auf die Sonne ausgerichtet sind

## In der Fiktion
- In Ringworld von Larry Niven (1970)
- In der Fernsehserie Babylon 5 ein fiktiver O’Neill cylinder (1993 bis 1998)
- Im Roman 2312 – der die Verwendung von O’Neill-Zylindern in ausgehöhlten Asteroiden namens „Terraria“ zum Inhalt hat. (2012)
- In der Anime-Serie Mobile Suit Gundam die in der Zukunft, wo O’Neill-Zylinder die primären menschlichen Kolonien im Weltraum sind, spielt. (1979–1980)
- Im Grafik-Hard-Science-Fiction-Abenteuer-Spiel Policenauts. (1994)
- Als Raumschiff im Science-Fiction-Roman Rendezvous mit 31/439 (englisch Rendezvous with Rama). (1973)
- Im Science-Fiction-Film Interstellar die Cooper-Station. (2014)
- Im Computerspiel Vanquish. (2010)
- Im Action-Rollenspiel Mass Effect. (2007)
- In der TV-Serie The Expanse ist die Nauvoo/Behemoth ein rotierender Zylinder mit Triebwerken, aber ohne Strahlungsabschirmung (Interstellares Schiff).
- In Heaven’s River, Bobiverse-Serie, Buch 4 von Dennis E. Taylor  (2020)